# Hans-Joachim Posinski
Hans-Joachim „Jockel“ Posinski (* 10. Juni 1932) ist ein ehemaliger deutscher Fußballspieler, der zwischen 1951 und 1966 vor allem als Torhüter von Tasmania Berlin zum Einsatz kam und in der Saison 1965/66 für den Verein zwei Bundesliga-Spiele bestritt.

## Karriere
„Jockel“ Posinski begann 1944 beim VfB Neukölln als Feldspieler mit dem Fußballspielen. Zwei Jahre später wechselte er zum TSV Havelse und ging 1947 zum SV Kleeblatt Stöcken. Nach einem Jahr beim Hannoveraner Stadtteil-Verein kam Posinski 1948 zur SG Neukölln-Mitte (ab Februar 1949 unter dem Namen Tasmania Berlin). 1951 ist er Teil der Mannschaft, welche die Berliner Jungliga gewinnen kann. Als 21-Jähriger bestreitet er in der Saison 1951/52 als Rechtsaußen sein erstes Pflichtspiel in der Vertragsliga Berlin, ehe die Mannschaft am Ende der Saison in die Amateurliga absteigt. Beim Turnier zum 50-jährigen Vereinsjubiläum des NSC Marathon 02 im August 1952 kann Posinski erstmals als Torhüter auf sich aufmerksam machen und wird von der Fußball-Woche als „Entdeckung des Turniers“ bezeichnet. Obwohl er es vorzog, in der zweiten Mannschaft der Tasmania als Stürmer aufzulaufen, stieg „Jockel“ in den folgenden Spielzeiten der Amateurliga Berlin zum besten Torhüter West-Berlins auf, kam allerdings auch in der ersten Mannschaft noch im September 1954 an der Seite von Hans „Opa“ Koberstein auf dem rechten Flügel zum Einsatz. Im Frühling 1955 folgte der Wiederaufstieg der Tasmania in die Berliner Vertragsliga, Posinski hatte in der Aufstiegssaison an 25 Saisonspielen mitgewirkt. Auch in der ersten Spielklasse ist der Torhüter die unumstrittene Nummer eins, wird 1955/56 in allen Saisonspielen eingesetzt und kassiert ligaweit die wenigsten Gegentreffer; bei der 0:2-Niederlage gegen Minerva 93 Berlin am 4. Spieltag tauschten der mit geprellter Schulter spielende Posinski und Paul Zschörner in der 52. Minute die Trikots, „Jockel“ beendet das Spiel als Stürmer. Im März 1956 wird Posinski bei der ersten Wahl der besten Berliner Fußballspieler durch die Fußball-Woche mit 989 Stimmen zum besten Berliner Torwart gewählt, mit großem Abstand vor Horst Riethof vom BFC Viktoria 1889 (194 Stimmen). In den folgenden Jahren bestritt er 19 (1956/58) bzw. 22 Ligaspiele, über den fünften Tabellenplatz kommt „Tas“ jedoch nicht hinaus. Immerhin gelang der Mannschaft 1957 und 1958 der Einzug in das Landespokalfinale. Während Tasmania im Mai und Juni 1957 das Finale (der Pokalsaison 1956) nach 1:1 n. V., 2:2 n. V. und 1:1 n. V. per Losentscheid gegen den Spandauer SV verlor, konnten sie im Folgejahr im Finale (der Pokalsaison 1957) den Berliner SV 1892 mit 3:1 besiegen und sicherten sich den ersten Vereinstitel seit der Berliner Meisterschaft im Jahr 1911.
Ab 1959 sollte die erfolgreichste Zeit in der Vereinsgeschichte von Tasmania Berlin folgen. Im April 1959 erreicht die Tasmania vor dem Spandauer SV den ersten Platz in der Vertragsliga und wird somit Berliner Meister. Posinski stand bei allen 33 Saisonspielen im Kasten der Berliner, ebenso wie bei den sechs folgenden Spielen um die deutsche Meisterschaft 1958/59 gegen die Kickers Offenbach, den Hamburger SV und Westfalia Herne. Nachdem „Jockel“ angekündigt hatte, nach Kanada auswandern zu wollen, verpflichtete die Tasmania 1959 Klaus Basikow vom BFC Südring. Wegen schlechter Trainingsleistungen verliert Posinski seinen Stammplatz an Basikow und steht erst am 15. Spieltag nach einem vermeintlichen Fehler seines Kontrahenten wieder im Kasten der ersten Mannschaft. Er bestritt die übrigen 16 Saisonspiele und konnte am Saisonende die zweite Berliner Meisterschaft in Folge feiern. In der anschließenden Endrunde um die deutsche Meisterschaft 1959/60 scheitern die Berliner mit Posinski, der alle sechs Spiele bestreitet, am 1. FC Köln, Werder Bremen und dem FK Pirmasens. Zur Saison 1960/61 ist weiterhin Hans-Joachim Posinski erster Torhüter vor Basikow und dem Amateur Erhard Schwerin, wird leistungs- und verletzungsbedingt jedoch nur 19-mal in der Liga eingesetzt; die Saison beendete der Neuköllner Verein als Zweiter mit sechs Punkten Rückstand auf Hertha BSC. Die folgende Spielzeit beginnt im Juni 1961 mit der Internationalen Totorunde, in der „Jockel“ Posinski zunächst nur als Feldspieler (eingewechselt für Horst Talaszus gegen Sparta Rotterdam) oder Ersatz für Basikow zum Einsatz kommt. Tasmania Berlin kommt im Turnier gegen IF Elfsborg (2:3 H, 2:5 A), Sparta Rotterdam (1:4 A, 4:1 H) und den FC Basel (1:2 H, 1:1 A) auf einen Sieg und ein Unentschieden bei vier Niederlagen. Durch eine gute Leistung im letzten Spiel gegen die schwedische Mannschaft aus Elfsborg verdrängt Posinski überraschend Klaus Basikow und wird im Laufe der Ligasaison 23-mal eingesetzt. Durch den erneuten Gewinn der Berliner Meisterschaft am Saisonende qualifiziert sich Tasmania zum letzten Mal in der Vereinsgeschichte für die Endrunde um die deutsche Meisterschaft. Dort erreichen die Neuköllner nach Spielen gegen den 1. FC Nürnberg (1:2), den FC Schalke 04 (1:1) und Borussia Neunkirchen (1:0) den zweiten Tabellenplatz und somit das beste Resultat seit 1910. Erneut bestritt Posinski alle Endrundenspiele; mit 15 Spielen ist er bei der Endrunde um die deutsche Meisterschaft gemeinsam mit Hans-Jürgen „Henne“ Bäsler, Helmut „Helle“ Fiebach, Wolfgang „Keule“ Neumann und Eckhardt „Funkturm“ Peschke Rekordspieler von „Tas“.
Posinski spielte zwischenzeitlich auch als Torwart für die Feldhandball-Mannschaft der Berliner Turnerschaft und kam in Aufstiegs- sowie einigen Oberliga-Spielen zum Einsatz.
Posinski wurde in 20 Städtespielen des VBB eingesetzt.
1958 heiratete Posinski eine gebürtige Kanadierin, mit der er in ihr Heimatland auswandern wollte. Nach dem Gewinn der Berliner Meisterschaft 1959 konnte er mit seiner Frau aus der Zwei-Zimmer-Wohnung der Schwiegereltern ausziehen, die Pläne auszuwandern gab das Ehepaar daraufhin auf.
2016 nahm er als einer von sechs früheren Bundesligaspielern an einem Ehemaligen-Treffer der Tasmania teil.